# Jada Pinkett Smith
Jada Koren Pinkett Smith (/ˈdʒeɪdə ˈpɪŋkɪt/; sinh ngày 18 tháng 9 năm 1971) là nữ diễn viên, nghệ sĩ viết nhạc và doanh nhân người Mỹ.
Jada bắt đầu sự nghiệp diễn xuất từ năm 1990 với một vai khách mời trong sitcom True Colors, tiếp đó là một vai trong phim truyền hình A Different World (1991–1993). Năm 1993, cô lần đầu tham gia điện ảnh với phim Menace II Society.

## Đời tư
Jada lần đầu gặp nam diễn viên Will Smith vào năm 1994, trên trường quay chương trình The Fresh Prince of Bel-Air của Will, khi cô vào vai Lisa Wilkes, bạn gái của anh. Cả hai bắt đầu hẹn hò vào năm 1995. Ngày 31/12/1997, họ tổ chức hôn lễ gần quê nhà của Jada ở Baltimore, Maryland. Jada và Will sinh được hai người con là Jaden (sinh 1998) và Willow (sinh 2000). Cô cũng là mẹ kế của Trey Smith, con riêng của Will.